# Bataille de Tsuntua
Guerre peule
La bataille de Tsuntua est livrée en décembre 1804 pendant la guerre Fulani (1804-1808) au Nigéria.

## La bataille
S'étant assuré de l'appui militaire des autres dirigeants haoussas, le prince Younfa, souverain de la Cité-état haoussa de Gobir, prend la tête d'une importante armée avec laquelle il attaque Usman dan Fodio, un prédicateur musulman peul, et ses partisans en rébellion contre les autorités animistes de la région, qui les persécutent. Les Haoussas remportent la victoire et infligent de lourdes pertes à leurs adversaires. Cependant, la bataille est loin d'être décisive, et, l'année suivante, les Peuls prennent à leur tour l'offensive, s'emparant des cités de Kebbi et de Gwandu, puis de Kano (1807), avant de vaincre et de tuer Younfa lors de la bataille d'Alkalawa, en 1808.

## Sources
- (en) Timothy Stapleton, A military history of Africa, vol. 1 : The pre-colonial period: from ancient Egypt to the Zulu Kingdom (earliest times to ca. 1870), Santa Barbara, California, Praeger, 2013, 302 p., 3 vol (ISBN 978-0-313-39569-7)
- (en) Conrad Cairns, The African knights : the armies of Sokoto, Bornu, and Bagirmi in the nineteenth century, Nottingham, Foundry Books, 2006, 62 p. (ISBN 978-1-901543-08-7)